# Langues en Jordanie
La langue officielle de la Jordanie est l'arabe standard moderne, et bien qu'elle soit la langue de l'écrit et de l'enseignement, c'est le dialecte jordanien qui est parlé par les Jordaniens arabophones.
L'anglais est bien répandu parmi les gens éduqués et les classes supérieures et moyennes, ainsi qu'au gouvernement, dans le commerce, l'éducation et les médias.

## Éducation
Le taux d'alphabétisation chez les plus de 15 ans en 2015 y est estimé à 97 % selon l'UNESCO, dont 98 % chez les hommes et 95 % chez les femmes.
L'anglais est la langue d'enseignement dans presque toutes les universités. Les autres langues étrangères sont rares : l'allemand et le français sont enseignés à l'université.
Pour des raisons historiques, le turc est encore parlé en certaines régions de Jordanie (le pays était sous le joug de l'Empire ottoman avant 1918), mais avec le temps, il est de moins en moins compris, ou parlé, surtout chez les jeunes générations, mais il reste encore largement parlé chez le groupe minoritaire turkmène (entre 1 et 2 % de la population).
L'araméen reste une langue historique, mais ses locuteurs ne sont plus que quelques milliers en Jordanie. Le kurde, en ses divers dialectes (dont le zazaki) est aussi parlé dans les régions du nord du pays. 
L'arménien reste parlé par la très petite communauté arménienne. Le grec, jadis parlé par les Grecs orthodoxes, a disparu.